# Печиво з вершками
Cookies and cream (або cookies 'n cream) — різновид морозива, молочного коктейлю та інших десертів, до складу яких входить шоколадне печиво-сендвіч. Найпопулярніший варіант містить подрібнене вручну або попередньо розкришене печиво Nabisco Oreo за ліцензійною угодою або подрібнене печиво іншого бренду. Також десерт продається під власною торговою маркою. Печиво та морозиво зазвичай змішують з розкришеним шоколадним печивом-сендвічем у ванільному морозиві, хоча існують варіанти з шоколадним, кавовим або м'ятним морозивом.

## Історія
Існують конкуруючі версії про те, хто першим придумав і почав продавати морозиво зі смаком "печиво і вершки".
- Малкольм Стого, консультант з морозива, стверджував, що створив смак у 1976[1], 1977[2] або 1978 році[3].
- Університет штату Південна Дакота стверджує, що цей смак був винайдений на молочному заводі університету в 1979 році менеджером заводу Ширлі Сісом та студентами Джо Лідомом і Джо Ван Тріком[4].
- У прес-релізі 2005 року компанія Blue Bell Creameries заявила, що в 1980 році стала першою компанією, яка почала масове виробництво десерту Cookies and cream[5]. У 2006 році газета The New York Times повідомила, що Blue Bell «не претендує на те, що винайшла його, але, безумовно, є першовідкривачем цього смаку»[6]. Але станом на 2020 рік на сайті компанії було написано: «Ми першими створили цей інноваційний смак» (англ. «We were first to create this innovative flavor»)[7]. У 1981 році компанія Blue Bell Creameries подала заявку на реєстрацію торгової марки «Cookies 'n Cream»[8].
- Джон Гаррісон, офіційний дегустатор морозива Dreyer's/Edy's, стверджує, що він першим винайшов його для компанії в 1982 році[9][10].
- Інший претендент — Стів Херрелл з Массачусетса, власник компанії Herrell's Ice Cream[11].
- Ще один претендент — United Dairy Farmers: «Один з наших найперших смаків на той час був шаленою ідеєю... Що, якщо ми змішаємо ванільне морозиво за нашим спеціальним рецептом з печивом Oreo? І ми, керуючись цією ідеєю, представили домашнє фірмове печиво з вершками, яке було першим у своєму роді [так в оригіналі] і миттєво стало класикою» (англ. «One of our very first flavors was a crazy idea at the time... What if we mixed our special recipe vanilla ice cream with Oreo cookies? And with that idea, we introduced Homemade Brand Cookies 'N Cream which was the first of it's [sic] kind and became an instant classic»).

У 1983 році десерт Cookies and cream увійшов до п'ятірки найбільш продаваних сортів морозива.